# Centro Nacional de Convenciones de Vietnam
El Centro Nacional de Convenciones de Vietnam (en vietnamita: Trung tâm Hội nghị Quốc gia Việt Nam) es un centro de convenciones en el distrito de Tu Liem de la ciudad de Hanói, en el país asiático de Vietnam. Se encuentra en el boulevar Pham Hung. Fue diseñado por Gerkan, Marg y socios.
Construido entre 2004 y 2006 por el arquitecto Meinhard von Gerkan, el centro de convenciones cuenta con 65.000 metros cuadrados de superficie. El edificio dispone de dos salas de convenciones y es propiedad del Ministerio de construcciones de Vietnam.